# Jean-Siffrein Maury
Jean-Siffrein Maury (Valréas, 28 giugno 1746 – Roma, 10 maggio 1817) è stato un cardinale e arcivescovo cattolico francese.

## Biografia
Nacque a Valréas il 28 giugno 1746. Divenuto sacerdote fu uno dei più famosi oratori ecclesiastici, scrisse prediche e un famoso "Elogio di Fenelon" premiati nel 1777 dall'Académie française di cui divenne membro nel 1785 quando era un canonico della cattedrale di Lombez. Fu eletto agli Stati Generali del 1789 come deputato del clero su posizioni conservatrici, fu uno degli avversari più eloquenti dei rivoluzionari tanto che fu costretto ad emigrare in Italia dove papa Pio VI lo accolse con grandi onori.
Il 24 aprile 1792 fu eletto arcivescovo titolare di Nicea.
Papa Pio VI lo elevò al rango di cardinale nel concistoro del 21 febbraio 1794. Nello stesso giorno fu trasferito alla diocesi di Montefiascone e Corneto, conservando il titolo arcivescovile. Il 12 settembre dello stesso anno ebbe il titolo della Santissima Trinità al Monte Pincio.
Inizialmente era apertamente schierato dalla parte monarchica, tanto che fu prima agente di Luigi XVIII, quando ancora era conte di Provenza, poi fu nominato dallo stesso Luigi XVIII ambasciatore presso la Santa Sede.
Fu l'unico cardinale francese a partecipare al conclave del 1799-1800 svoltosi a Venezia e il rappresentante ufficiale del "re titolare" francese quindi con la possibilità di utilizzare lo ius exclusivae spettante al sovrano.
Nel 1801 Napoleone Bonaparte lo esiliò da Roma, per il suo atteggiamento contrario alla negoziazione del concordato. Si ritirò quindi nella sua diocesi di Montefiascone e Corneto.
Il suo passaggio nelle file bonapartiste è segnato dalla lettera di felicitazioni che indirizzò all'imperatore il 22 agosto 1804. Nell'aprile dell'anno successivo incontrò Napoleone a Genova. Ottenne negli anni successivi nomine importanti da parte dell'imperatore, fra cui quella a senatore, alla Legion d'onore e all'Académie française, da cui era stato estromesso nel 1803 e sarà nuovamente espulso nel 1816.
Il 14 ottobre 1810 un decreto imperiale lo nominò arcivescovo di Parigi, dopo la rinuncia dello zio di Napoleone, il cardinale Joseph Fesch. Il 1º novembre dello stesso anno accettò l'arcivescovato e prese possesso della sede, meritandosi un'amareggiata lettera di papa Pio VII che lo invitava a rinunziare, per salvaguardare la libertà della Chiesa. Sordo ai richiami del Pontefice, volle assumere il governo dell'arcidiocesi che gli era stato esplicitamente proibito e anzi fece arrestare il vicario generale, che gli si opponeva.
Nel 1811 prese parte attiva nel Concilio nazionale della Chiesa gallicana.
Nel 1814, mutati i tempi, si associò alla risoluzione del capitolo della cattedrale a favore della deposizione di Napoleone. Tuttavia, il 13 maggio dovette rassegnare le dimissioni e il 18 maggio dovette lasciare Parigi, per sfuggire all'ira di Luigi XVIII che era asceso al trono. Tornò quindi a Roma, dove papa Pio VII si rifiutò di riceverlo in udienza, gli proibì di frequentare le riunioni dei cardinali e gli tolse la diocesi di Montefiascone e Corneto, affidandola ad un amministratore apostolico. Nel 1815 fu imprigionato per quattro mesi, dopodiché ottenne il perdono del Papa e la riconferma della dignità cardinalizia. Nel 1816 si dimise da vescovo di Montefiascone e Corneto. Trascorse gli ultimi anni della sua vita in forma molto riservata.
Morì il 10 maggio 1817, all'età di 70 anni, e ricevette sepoltura presso Castel Sant'Angelo, a Roma.

### Scritti
- Le triumvirat redévoilé a la nation assemblée, 1789.
- Opinion de l'abbé Maury, député de Picardie, sur la proprieté des biens ecclésiastiques; prononcée dans l'Assemblée nationale le mardi 13 octobre 1789, 1789.
- Opinion de M. l'abbé Maury, député de Picardie, sur la constitution civile du clergé, prononcée, dans l'Assemblée nationale, le samedi 27 novembre 1790, 1790.
- Essai sur l'éloquence de la chaire, panégyriques, éloges et discours, 1827, (Nouvelle édition, faite sur celle qui a été publiée sur les manuscrits autographes de l'auteur, augumentée de l'éloge de Charles V roi de France).
- Jacques Bénigne Bossuet, Sermons choisis de Bossuet suivis d'extraits de ses divers sermons et précédés du discours préliminaire sur les Sermons de Bossuet par le Cardinal Maury, 1845.

## Genealogia episcopale
La genealogia episcopale è:
- Cardinale Scipione Rebiba
- Cardinale Giulio Antonio Santori
- Cardinale Girolamo Bernerio, O.P.
- Arcivescovo Galeazzo Sanvitale
- Cardinale Ludovico Ludovisi
- Cardinale Luigi Caetani
- Cardinale Ulderico Carpegna
- Cardinale Paluzzo Paluzzi Altieri degli Albertoni
- Papa Benedetto XIII
- Papa Benedetto XIV
- Papa Clemente XIII
- Cardinale Francesco Saverio de Zelada
- Cardinale Jean-Siffrein Maury